# Taj Atwal
Taj Atwal, född den 1 december 1987 i Norwich, är en brittisk skådespelare.
Atwal har bland annat medverkat i TV-serien Line of Duty där hon spelade karaktären Tatleen Sahota. I TV-serien The Control Room spelade hon Leigh, en återkommande roll. I TV-serien En älskvärd man spelade han Rachel Connors son Liam, en av seriens huvudroller.

## Rollista (i urval)
- 2019 – Line of Duty (TV-serie)
- 2022 – The Control Room (TV-serie)
- 2024 – En älskvärd man (TV-serie)